# Caminante Blanco
Un Caminante Blanco es una criatura humanoide de la serie de televisión de HBO Juego de tronos y de las novelas de George R. R. Martin Canción de Hielo y Fuego, en la que está basada. Conocidos originalmente en la novela como Los Otros, los Caminantes Blancos son una amenaza sobrenatural a la humanidad que habita al norte del Muro, fuera de los Siete Reinos.

## Descripción
El autor introduce Los Otros en el prólogo de Juego de tronos (1996), describiéndolos como "Alta (la sombra del caminante)..., tan dura y flaca como los huesos viejos, con carne pálida como la leche" con ojos "azules, más oscuros y más azules que ningún ojo humano, de un azul que ardía como el hielo.". Acompañados de un intenso frío, vestían armaduras que parecían cambiar de color cada vez que se movían, y empuñaban finas espadas de cristal capaces de romper el acero. Los Otros se mueven silenciosamente, hablan su propio lenguaje; Martin relata que sus voces son "como el
crujido del hielo en un lago invernal". En Tormenta de espadas (2000), son mostrados como vulnerables a las armas hechas de vidriagón (obsidiana), cuando Samwell Tarly mata uno de esta manera:

La armadura del Otro se deslizaba por las piernas del ser como un riachuelo, mientras una sangre color azul claro siseaba y humeaba en torno a la daga de vidriagón que tenía clavada en la garganta. El Otro se llevó las manos blancas como la nieve hacia la herida para tratar de arrancársela, pero cuando los dedos rozaron la obsidiana empezaron a humear... el Otro se deshacía en un charco, se disolvía... En pocos momentos desapareció toda la carne, se había evaporado en jirones de tenue neblina blanca. Debajo había huesos como vidrio lechoso, claros y brillantes, que también se estaban disolviendo. Por último sólo quedó la daga de vidriagón, envuelta en un sudario de vaho,como si estuviera viva y sudorosa. Grenn se inclinó para recogerla, pero al momento la volvió a soltar. "¡Madre, qué fría está!"

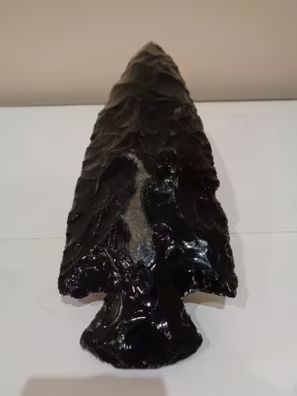
https://www.milanuncios.com/minerales-de-coleccion/replica-de-punta-de-lanza-de-obsidiana-476649975.htm

En Danza de dragones (2011), Sam descubre un antiguo escrito que sugiere que los Otros son también vulnerables a algo llamado acerodragón, y él y Jon Snow suponen que es otra acepción para el acero Valyrio.
Las criaturas que matan los Otros son reanimadas como zombis: espectros de piel pálida, negras manos y similares ojos brillantes. El acero valyrio y el vidriagón no tienen efecto en ellos. Los espectros pueden ser heridos, pero incluso cuando son desmembrados, las distintas partes permanecen animadas, deben ser destruidos con fuego. Los humanos que viven en el norte más allá del Muro, llamados Salvajes por los habitantes de Poniente, son quemados tras morir para evitar convertirse en espectros.

### Trasfondo
En las novelas y en el libro de acompañamiento Canción de Hielo y Fuego, el autor establece que, milenios antes de la serie Canción de Hielo y Fuego, existió un pacto entre los Hijos del Bosque (criaturas élficas) y los Primeros Hombres (humanos). Estos estaban siendo amenazados por el ascenso de los Otros, una misteriosa y malévola especie no humana que traía consigo una noche que podía durar una generación y un invierno que podía durar décadas. Después de que los Otros fueran hechos retroceder, los Hijos del Bosque y los Primeros Hombres levantaron el Muro, una gran barrera de piedra, hielo y magia, de una costa del norte de Poniente a la otra, para bloquear el paso de los Otros al sur.

### Juego de tronos
Al comienzo de Juego de tronos (1996), la creencia general en Poniente es que los Otros son una leyenda para asustar a los niños, o que desaparecieron ocho mil años atrás. Pero los Otros han resurgido y están ganando poder, y espectros, más allá del Muro. En el prólogo, un grupo de guardianes de la noche se encuentra cara a cara con un grupo de los Otros, que matan a Ser Waymar Royce. Éste, reanimado como un espectro, mata a su compañero Will. Fuera, más allá del muro, Jon Nieve y los guardianes de la noche encuentran los cuerpos de dos de sus hermanos caídos. Los llevan a Castillo Negro, pero uno de los muertos se levanta y mata a alguno de sus compañeros vivos hasta que es destruido.

### Tormenta de espadas
Sam Tarly mata un Otro con una daga de vidriagón en Tormenta de espadas (2000). Su antiguo camarada, Small Paul, es asesinado y luego reanimado como un espectro. El no muerto Paul es inmune al vidriagón pero Sam es capaz de acabar con él con fuego. Bran Stark recuerda la historia del Rey de la Noche, un Stark y el 13º Comandante de la Guardia de la Noche que había sido seducido por una mujer Caminante Blanco. El Rey de la Noche y su reina esclavizaron a los hermanos de la guardia hasta que los Stark y el Pueblo Libre se unieron para derrotarlos.

### Vientos de invierno
En 2012 Martin dijo que sus lectores sabrían más de los Otros en su siguiente novela Vientos de invierno. Apuntó en otra entrevista en 2012, "Aprenderemos más de su historia, ciertamente, pero no sé de la cultura... No sé si ellos tienen una cultura".

## Adaptación para la TV
Los Caminantes Blancos retratados en la serie de HBO, Juego de tronos, difieren ligeramente en apariencia de sus homólogos literarios, pero Aaron Soupporis de The Verge los designó como las criaturas visualmente más icónicas de la serie. En la serie de TV, el Caminante Blanco primario ha sido interpretado por Ross Mullan. Su supuesto líder es el Rey de la Noche, interpretado por Richard Brake y Vladimir Furdik, apareciendo en los episodios "Guardajuramentos", "Casa Austera", "El portón", Rocadragón, Más allá del Muro y El dragón y el lobo. En "Casa Austera", la efectividad del acero Valyrio contra los Caminantes Blancos fue probado cuando Jon rompe a uno en pedazos de un solo golpe de su espada Longclaw.
En el episodio de la sexta temporada, "El portón" (mayo de 2016), Bran Stark tiene una visión de la creación del Rey de la Noche por Hoja, uno de los Hijos del Bosque, tras apuñalar en el pecho a un prisionero humano con una daga de vidriagón. Hoja explica a un incrédulo Bran que los Hijos del Bosque estaban en guerra con los Primeros Hombres.
En 2015, Christophe Haubursin y Zack Beauchamp (ambos activistas progresistas en redes sociales) sugirieron que los Caminantes Blancos eran una metáfora del cambio climático.
En el tercer episodio de la octava temporada se libra la batalla de invernalia donde tras una durisima y desequilibrada contienda, Arya Stark asesina al Rey de la Noche, poniendo con ello fin a los caminantes blancos.